# 1944 en rugby à XV
Les faits marquants de l'année 1944 en rugby à XV

## Principales compétitions
- Championnat de France (du ?? ???? 1943 au 26 mars 1944)

## Événements

### Mars
- 26 mars : le championnat de France de rugby à XV de première division 1943-1944 est remporté par l'USA Perpignan qui bat Bayonne 20-5 en finale au Parc des Princes à Paris[1],[2].

### Mai
- 7 mai : la Coupe de France de rugby à XV est remportée par le TOEC qui bat le SBUC en finale sur le score de 19 à 3.